# ザナドゥ (アルバム)
『ザナドゥ』（Xanadu）は、1980年に発表された同名映画のサウンドトラック・アルバム。
LP時代は、片面がオリビア・ニュートン＝ジョン、もう片面がエレクトリック・ライト・オーケストラ（ELO）の楽曲で構成されているが、どちらがA面であるかは国によって異なっている。ただ、CD化によりオリビア、ELOの順で収録となった（日本版は逆）。その際にシングル盤B面のみでリリースされたアルバム未収録曲3曲（後述）は収録されなかった。
なお、アルバムはイギリスで2位、アメリカで4位と大ヒットを記録した。
オリビアのライヴでは「マジック」「恋の予感」「ザナドゥ」の3曲は欠かせない楽曲。DVD化された2006年のシドニー・オペラハウスに於ける特別公演ではオーケストラ共演ということもあって「ダンシン」を歌った。
一方、ELOは長らく「ザナドゥ」収録曲をライブで演奏しなかったが、2010年代以降、ジェフ・リンズ・ELOとして「オール・オーヴァー・ザ・ワールド」「ザナドゥ」を取り上げるようになった。

## 収録曲

### Olivia Newton-John Side
以下の曲はジョン・ファーラー作詞・作曲（「ユー・メイド・ミー・ラブ・ユー」を除く）。
1. マジック -  "Magic" – 4:31
  - シングルカットされ、英米で1位を獲得。
  - 日米B面：「フール・カントリー」Fool Country（アルバム未収録、のちにオリビアのベスト・アルバム『Gold』に収録された。）
2. 恋の予感 - "Suddenly" – 4:02
  - デュエット：クリフ・リチャード
  - 英米B面：「ユー･メイド・ミー･ラブ・ユー」You Made Me Love You（アルバム未収録）
  - シングルカットされ、全米20位。
3. ダンシン -  "Dancin'" – 5:17
  - 共演：ザ・チューブス The Tubes
4. 春風の誘惑 -  "Suspended in Time" – 3:55
  - 日本でのみシングル・カット。
  - 日B面：「ユー･メイド・ミー･ラブ・ユー」You Made Me Love You（アルバム未収録）
5. 気の合うふたり -  "Whenever You're Away from Me" – 4:22
  - デュエット：ジーン・ケリー

### ELO Side
以下の曲は全てジェフ・リン作詞・作曲（「フール・カントリー」を除く）
1. アイム・アライブ -  "I'm Alive" – 3:46
  - シングルカットされ、イギリスで20位、アメリカで16位。
2. フォール -  "The Fall" – 3:34
3. ドント・ウォーク・アウェイ -  "Don't Walk Away" – 4:48
  - シングルカットされ、イギリスで21位。
4. オール・オーヴァー・ザ・ワールド - "All Over the World - 4:04
  - シングルカットされ、イギリスで11位、アメリカで13位。近年のジェフ・リンのライヴでは定番曲。
  - 日米B面：「ドラム･ドリームス」Drum Dreams（アルバム未収録）
5. ザナドゥ -  "Xanadu" – 3:28
  - ヴォーカル：オリビア・ニュートン＝ジョン。
  - 英B面：「フール・カントリー」Fool Country
  - この映画の主題歌で、イギリス1位、アメリカ8位のほか、多数の国でナンバーワンヒットとなったELO最大のヒット曲。ワースト映画と酷評されたため、その後ジェフはこの映画を避けていたが、1997年のベスト盤の新録音曲としてジェフのボーカルで録音し直した。